# Урош Братановић
Урош Братановић (Брезовац, 25. јун 1912 — Хановер, 13. март 1974) био је ветеринар.
Дипломирао је на Ветеринарском факултету у Загребу 1939, а докторирао у Београду 1942. године. Од 1959. је био редовни професор Ветеринарског факултета у Београду и управник Клинике за унутрашње болести папкара (1947—74). Основао је и био директор Института за патологију и терапију Ветеринарског факултета у Београду (1961—74).
Објавио је већи број научних и стручних радова. Заједно са сарадницима добио је Седмојулску награду 1969. године. Hадживела га је супруга Александра и кћер јединица, Софија Братановић.